# Mecranium virgatum
Mecranium virgatum là một loài thực vật có hoa trong họ Mua. Loài này được (Sw.) Triana mô tả khoa học đầu tiên năm 1871.